# Maria Gripe
Maria Gripe (25 juillet 1923 – 5 avril 2007) est une femme de lettres suédoise, auteur de littérature d'enfance et de jeunesse. Elle est lauréate du prestigieux prix international, le Prix Hans-Christian-Andersen, catégorie Écriture, en 1974.

## Biographie
Maria Gripe est née à Vaxholm. Après ses études, elle commence à écrire des romans pour la jeunesse, dont les couvertures sont presque toutes illustrées par son mari, Harald Gripe.
Elle rencontre le succès en 1961 avec Je m'appelle Joséphine, qu'elle fera suivre de Hugo et Joséphine et Je suis Hugo. Elle a longtemps vécu à Nyköping.

## Œuvres
- La Fille de Papa Pèlerine (Pappa Pellerins dotter, 1963), traduit du suédois par Kersti et Pierre Chaplet, illustré par Kersti Chaplet, Éditions de l'amitié-G.T. Rageot, coll. Bibliothèque de l'amitié, 1972 ; Gallimard folio junior, 1994.
- Julie et le papa du soir (Julias hus och nattpappan, 1968), traduit du suédois par Kersti et Pierre Chaplet, illustré par A. C. Martin, couverture: Diener-Atlas photo, photographies: Rial, Billon et Fatras (Atlas photos), A.F.I.P., Éditions de l'amitié-G.T. Rageot, coll. Bibliothèque de l'amitié, no 97 1973.
- Le Château des enfants volés (Glasblåsarns barn, 1964), Éditions de l'amitié-G.T. Rageot, coll. Bibliothèque de l'amitié, 1975 ; Le Livre de poche jeunesse, 1981.
- Je m'appelle Joséphine (Josefin, 1961), Éditions de l'amitié-G.T. Rageot, coll. Bibliothèque de l'amitié, 1977.
- Hugo et Joséphine (Hugo och Josefin, 1962), Éditions de l'amitié-G.T. Rageot, coll. Bibliothèque de l'amitié, 1977.
- Je suis Hugo, Éditions de l'amitié-G.T. Rageot, coll. Bibliothèque de l'amitié, 1978.
- Une histoire étrange 1 : Qui est à l'appareil ? (Agnes Cecilia, en sällsam historia, 1981), Castor Poche, 1996.
- Une histoire étrange 2 : Cécilia retrouvée, Castor Poche, 1996.

## Prix et distinctions
- 1972 : (international) « Hightly Commended Authors »[1], par l' IBBY, pour l'ensemble de son œuvre
- 1974 : Prix Hans-Christian-Andersen, catégorie Écriture
- 1979 : Prix Dobloug
- 1985 : Nordic Children's Book Prize (en)
- 2000 : Médaille Litteris et Artibus

## Adaptations
Son roman de 1962 Hugo et Joséphine a été adapté au cinéma en 1967 : Hugo et Joséphine. Le Château des enfants volés inspire un autre film en 1998, Glasblåsarns barn (avec Stellan Skarsgård).